# Kermabrissoides
Kermabrissoides is een geslacht van zee-egels uit de familie Palaeotropidae.

## Soorten
- Kermabrissoides siculum (Baker & Rowe, 1990)